# Elbs-condensatie
De elbs-condensatie of elbs-reactie is een condensatiereactie uit de organische scheikunde. Een diarylketon met een methylgroep of een methyleengroep in de ortho-positie ten opzichte van de carbonylgroep ondergaat dehydratie en cyclisatie; hierbij ontstaat een polycyclische aromatische verbinding. De reactie gaat door onder pyrolyse-omstandigheden, zonder katalysator bij een hoge temperatuur van 400 tot 450 °C.
De eenvoudigste vorm van de elbs-reactie is de vorming van antraceen uit 2-methylbenzofenon:
Karl Elbs bestudeerde deze reactie in 1884.. Talrijke polycyclische aromatische koolwaterstoffen met de antraceenkern zijn langs deze weg bereid. De opbrengst van de reactie is laag, maar kan verhoogd worden door het antraceenderivaat regelmatig uit de reactiezone te verwijderen.
Grotere aromatische verbindingen zoals pentaceen kunnen op een analoge manier verkregen worden. De reactie verloopt dan in twee stappen: de eerste stap, de eigenlijke elbs-reactie, vormt dihydropentaceen; in een tweede stap volgt dehydrogenatie tot pentaceen met koper als katalysator.